# Лагосский городской марафон
Лагосский городской марафон (англ. Lagos City Marathon) — международное соревнование по бегу на шоссе, ежегодно проходящее в Лагосе, Нигерия. Проводится Федерацией лёгкой атлетики Нигерии с 2016 года в одно из воскресений февраля, имеет бронзовый статус IAAF Road Race Label Events.

## Общая информация
Забег уходит корнями в 1983 год, когда в Лагосе состоялся первый международный марафонский забег. Лагосскому международному марафону, организованному Федерацией лёгкой атлетики Нигерии, предшествовали несколько полумарафонов, победителями которых в разное время становились такие известные спортсмены как Джон Корир, Пол Косгеи и Диудонне Диси. Маршрут протяжённостью 42 км берёт начало на Национальном стадионе в районе Серулер (где в прошлом находился финиш полумарафонов) и следует через Третий материковый мост к мосту Лекки-Икойи, заканчиваясь в районе Эко-Атлантик.

## 2016
Первый Лагосский городской марафон прошёл 6 февраля 2016 года при поддержке нигерийского банка Access Bank в качестве титульного спонсора, и в нём приняли участие более 20 тысяч человек. Победу в нём одержал кениец Абрахам Киптум, показавший время 2:16:19. Среди женщин быстрее всех оказалась эфиопка Халима Хуссейн, преодолевшая дистанцию за 2:38:36.

## 2017
На втором городском марафоне, состоявшемся в 2017 году, победил вновь кениец Абрахам Киптум, тогда как в женском зачёте лучшей была его соотечественница Рода Джепкорир, установившая рекорд трассы — 2:37:52.

## 2018
10 февраля 2018 года победу в Лагосском марафоне одержал представитель Франции кенийского происхождения Абрахам Кипротич, он, кроме того, установил новый рекорд трассы — 2:15:04. Среди женщин лучшей была эфиопка Алменеш Херфа. Здесь помимо основного забега также впервые состоялась Семейная гонка на 10 км, где могли принять участие спортсмены-любители с небольшой подготовкой, занимающиеся бегом исключительно ради оздоровления и удовольствия.

## 2019
2 февраля 2019 года на старт Лагосского городского марафона вышли около 100 тысяч человек. Победителями в мужском и женском зачётах стали представители Эфиопии Синтайеху Легесе и Динке Месерет соответственно.

## Победители
Рекорд трассы
| № | Дата | Победитель у мужчин    | Время (ч:м:с) | Победитель у женщин  | Время (ч:м:с) |
| - | ---- | ---------------------- | ------------- | -------------------- | ------------- |
| 1 | 2016 | Абрахам Киптум (KEN)   | 2:16:19       | Халима Хуссейн (ETH) | 2:38:36       |
| 2 | 2017 | Абрахам Киптум (KEN)   | 2:15:23       | Рода Джепкорир (KEN) | 2:37:52       |
| 3 | 2018 | Абрахам Кипротич (FRA) | 2:15:04       | Алменеш Херфа (ETH)  | 2:38:25       |
| 4 | 2019 | Синтайеху Легесе (ETH) | 2:17:28       | Динке Месерет (ETH)  | 2:48:02       |